# 7 juin en sport
7 mai 7 juillet
Chronologies thématiques
- Croisades
- Ferroviaires
- Disney

Le 7 juin (158e jour de l'année ou 159e en cas d'année bissextile) en sport.

## Événements

### XXesièclede1901à1950
- 1908 :
  - (Football) : l'USFSA quitte la FIFA. La fédération française préfère quitter la fédération mondiale plutôt que de siéger aux côtés de la Fédération anglaise qui autorise le football professionnel… Pendant six mois, la France n'est plus membre de la FIFA.
- 1913 :
  - (Sport automobile) : Grand Prix automobile de Russie.
- 1916 :
  - (Football) : l'Athletic Bilbao remporte la Coupe d'Espagne face au Real Madrid, 4-0.
- 1931:
  - (Sport automobile) : Grand Prix automobile de Lviv.
  - (Sport automobile) : Eifelrennen.
- 1936
  - (Sport automobile) : Grand Prix automobile de Penya-Rhin.
  - (Sport automobile) : Grand Prix automobile de Rio de Janeiro.

### XXesièclede1951à2000
- 1953 :
  - (Football) : le Stade de Reims remporte la Coupe Latine de football en s'imposant 3-0 en finale face au Milan AC.
  - (Formule 1) : Grand Prix automobile des Pays-Bas.
- 1958 :
  - (Athlétisme) : Iolanda Balaş porte le record du monde féminin du saut en hauteur à 1,78 mètre.
- 1963 :
  - (Athlétisme) : Brian Sternberg porte le record du monde du saut à la perche à 5,08 mètres.
- 1970 :
  - (Formule 1) : Grand Prix automobile de Belgique.
- 1973 :
  - (Athlétisme) : Renate Stecher casse la barrière des 11 secondes sur 100 mètres féminin en signant un chrono de 10 s 9 à Ostrava.
- 1978 :
  - (Rallye automobile) : arrivée du Rallye d'Écosse.
- 1998 :
  - (Cyclisme) : Marco Pantani remporte le Tour d'Italie.
  - (Formule 1) : Grand Prix automobile du Canada.
  - (Handball) : la Suède, emmenée par Magnus Wislander, bat l'Espagne 25-23 en finale et remporte le Championnat d'Europe de handball masculin 1998, disputé en Italie.

### XXIesiècle
- 2003 :
  - (Tennis) : Justine Henin remporte le tournoi de Roland Garros.
  - (Rugby à XV) : le Stade français remporte le Championnat de France en s'imposant 32-18 en finale face au Stade toulousain.
- 2008 :
  - (Football) : début du championnat d'Europe de football 2008.
- 2009 :
  - (Formule 1) : Grand Prix de Turquie.
  - (Tennis) : Roger Federer s'impose pour la première fois de sa carrière à Roland Garros, en battant le Suédois Robin Söderling par 6-1, 7-6¹, 6-4.
- 2014 :
  - (Tennis) : la joueuse russe Maria Sharapova remporte le tournoi de Roland-Garros en battant en finale la Roumaine Simona Halep en trois sets, 6-4, 6-7, 6-4. Il s'agit de son deuxième Roland-Garros, et de son cinquième titre de Grand Chelem. La paire française composée de Julien Benneteau et d'Édouard Roger-Vasselin a dominé la paire espagnole Granollers-López en deux sets 6-3, 7-6 en finale du double messieurs de Roland-Garros.
- 2015 :
  - (Compétition automobile /Formule 1) : Lewis Hamilton renoue avec le succès en remportant le Grand Prix du Canada. Nico Rosberg et Valtteri Bottas complètent le podium.
  - (Cyclisme /Record de l'heure) : Bradley Wiggins bat le record de l'heure cycliste à Londres en parcourant 54,526 km[1].
  - (Escrime /Championnats d'Europe) : l'épéiste français Gauthier Grumier remporte l'or aux Championnats d'Europe d'escrime à Montreux en Suisse, en battant en finale le Suisse Max Heinzer 15 touches à 12. La Française Charlotte Lembach décroche la médaille d'argent en s'inclinant en finale contre la Russe Sofia Velikaïa 15 touches à 14.
  - (Tennis /Grand Chelem) : Stanislas Wawrinka produit la sensation en battant le numéro 1 mondial Novak Djokovic en quatre manches en finale de Roland-Garros (4-6, 6-4, 6-3, 6-4). En double dames, c'est 'Américaine Bethanie Mattek-Sands associée à la Tchèque Lucie Šafářová qui l'emportent (3-3, 6-4, 6-2).
  - (Football /Coupe de Suisse) : Le FC Sion remporte sa 13e Coupe de Suisse en autant de finales jouées en battant le FC Bâle sur le score de 3-0 au Park St-Jacques.
- 2019 :
  - (Football /Coupe du monde féminine) : début de la 8e édition de la Coupe du monde féminine de football qui se déroule en France jusqu'au 7 juillet 2019. La finale aura lieu à Lyon au Parc Olympique lyonnais.
- 2021 :
  - (Judo /Mondiaux) : sur la 2e journée des championnats du monde de judo, chez les femmes en -52kg, victoire de la Japonaise Ai Shishime et chez les hommes en -66kg, victoire du Japonais Jōshirō Maruyama.
  - (Pentathlon moderne /Mondiaux) : début de la 63e édition des championnats du monde de pentathlon moderne qui ont lieu jusqu'au 15 juin 2021 au Caire, en Égypte.

## Naissances

### XIXesiècle
- 1866 :
  - Gaston de Chasseloup-Laubat, pilote de courses automobile français. († 19 novembre 1903).
- 1875 :
  - Jules Clévenot, nageur et poloïste français. Médaillé de bronze au water-polo aux Jeux de Paris 1900. († 11 septembre 1933).
- 1877 :
  - Roelof Klein, rameur néerlandais. Champion olympique du deux avec barreur et médaillé de bronze du huit aux Jeux de Paris 1900. († 13 février 1960).
- 1888 :
  - Clarence DeMar, athlète de fond américain. Médaillé de bronze du marathon aux Jeux de Paris 1924. Vainqueur des Marathon de Boston 1911, 1922, 1923, 1924, 1927, 1928 et 1930. († 11 juin 1958).
- 1893 :
  - Gillis Grafström, patineur artistique individuel suédois. Champion olympique en individuel aux Jeux d'Anvers 1920, aux Jeux de Chamonix 1924 et aux Jeux de Saint-Moritz 1928 puis médaillé d'argent aux Jeux de Lake Placid 1932. Champion du monde de patinage artistique individuel 1922, 1924 et 1929. († 14 avril 1938).

### XXesièclede1901à1950
- 1905 :
  - James J. Braddock, boxeur américain. Champion du monde poids lourds de boxe de 1935 à 1937. († 29 novembre 1974).
- 1911 :
  - Mario Perazzolo, footballeur puis entraîneur italien. Champion du monde de football 1938. (8 sélections en équipe nationale). († 1er août 2001).
- 1922 :
  - Leo Reise, hockeyeur sur glace canadien. († 26 juillet 2015).
- 1923 :
  - Jean Baratte, footballeur puis entraîneur français. (32 sélections en équipe de France). († 1er juillet 1986).
- 1927 :
  - Charles de Tornaco, pilote de courses automobile belge. († 18 septembre 1953).
- 1928 :
  - Dave Bowen, footballeur puis entraîneur gallois. (19 sélections en équipe nationale). († 25 septembre 1995).
  - Alphonse Martinez, footballeur français. († 16 décembre 2021).
- 1929 :
  - Antonio Carbajal, footballeur mexicain. (48 sélections en équipe nationale). († 9 mai 2023).
- 1934 :
  - Peter Monteverdi, pilote de courses automobile suisse. († 4 juillet 1998).
- 1935 :
  - Ervin Zádor, joueur de water-polo hongrois. Champion olympique aux Jeux de Melbourne 1956. († 28 avril 2012).
- 1945 :
  - Gilles Marotte, hockeyeur sur glace canadien. († 26 juillet 2005).
- 1946 :
  - Jean-François Mas, pilote de rallyes automobile français. († 14 août 2005).
- 1947 :
  - Thurman Munson, joueur de baseball américain. († 2 août 1979).
- 1949 :
  - Lou Macari, footballeur écossais. (24 sélections en équipe nationale).
  - Olivier Saïsset, joueur de rugby à XV français. (17 sélections en équipe de France).
  - Albert Zweifel, cyclocrossman suisse. Champion du monde de cyclo-cross 1976, 1977, 1978, 1979 et 1986.

### XXesièclede1951à2000
- 1951 :
  - Terry O'Reilly, hockeyeur sur glace puis entraîneur canadien.
- 1952 :
  - Hubert Auriol, pilote de rallye moto puis de rallye auto et ensuite dirigeant sportif français. Vainqueur des Rallye Dakar 1981, 1983 et 1992. Directeur du Rallye Dakar de 1995 à 2004. († 10 janvier 2021).
- 1963 :
  - Juan Lanza, joueur de rugby à XV argentin. (12 sélections en équipe nationale).
- 1966 :
  - Stéphane Richer, hockeyeur sur glace canadien.
- 1967 :
  - Marie-Pierre Duros, athlète de fond française.
  - Michael Foley, joueur de rugby australien. Champion du monde de rugby à XV 1999. (57 sélections en équipe nationale).
  - Dominique Fraise, arbitre de football français.
  - Von McDade, basketteur américain.
- 1968 :
  - Juan Antonio Pizzi, footballeur puis entraîneur hispano-argentin. Vainqueur de la Coupe d'Europe des vainqueurs de coupe 1997. (22 sélections avec l'équipe d'Espagne). Sélectionneur de l'équipe du Chili de 2016 à 2017 et de l'équipe d'Arabie saoudite de 2017 à 2019. Vainqueur de la Copa América 2016.
  - Christian Prosenik, footballeur puis entraîneur autrichien. (24 sélections en équipe nationale).
- 1970 :
  - Cafu, footballeur brésilien. Champion du monde de football 1994 et 2002. Vainqueur des Copa América 1997 et 1999 puis des Copa Libertadores 1992 et 1993 ainsi que de la Ligue des champions 2007. (142 sélections en équipe nationale).
  - Andreï Kovalenko, hockeyeur sur glace russe. Champion olympique aux Jeux d'Albertville 1992 et médaillé d'argent aux Jeux de Nagano 1998.
  - Mike Modano, hockeyeur sur glace américain. Médaillé d'argent aux Jeux de Salt Lake City 2002.
- 1971 :
  - Claudio Bonati, volleyeur italien. (50 sélections en équipe nationale).
  - Thomas Flögel, footballeur autrichien. (37 sélections en équipe nationale).
- 1973 :
  - Hatem Ghoula, athlète d'épreuves de marches tunisien.
- 1974 :
  - Mahesh Bhupathi, joueur de tennis indien.
- 1975 :
  - Allen Iverson, basketteur américain. Médaillé de bronze aux Jeux d'Athènes 2004. (16 sélections en équipe nationale).
  - David Couzinet, joueur de rugby à XV français. (3 sélections en équipe de France).
- 1976 :
  - Jermaine Jackson, basketteur américain.
- 1977 :
  - Alexandru Manta, joueur de rugby à XV roumain. (40 sélections en équipe nationale).
  - Marcin Baszczynski, footballeur polonais. (35 sélections en équipe nationale).
- 1978 :
  - Kevin Senio, joueur de rugby à XV néo-zélandais. (1 sélection en équipe nationale).
- 1979 :
  - Kevin Hofland, footballeur néerlandais. (7 sélections en équipe nationale).
- 1980 :
  - Ed Moses, nageur américain. Champion olympique du relais 4 × 100 m 4 nages et médaillé d'argent du 100 m brasse aux Jeux de Sydney 2000.
- 1981 :
  - David Attoub, joueur de rugby à XV puis entraîneur français. (4 sélections en équipe de France).
  - Anna Kournikova, joueuse de tennis russe.
  - Alberto Schieppati, skieur alpin italien.
- 1982 :
  - Germán Lux, footballeur argentin. Champion olympique aux Jeux d'Athènes 2004. (6 sélections en équipe nationale).
- 1983 :
  - Mark Lowe, joueur de baseball américain.
- 1984 :
  - Pierre Cazaux, cycliste sur route français.
  - Cédric Sorhaindo, handballeur français. Champion olympique aux Jeux de Londres 2012 puis médaillé d'argent aux Jeux de Rio 2016. Champion du monde de handball 2009, 2011, 2015 et 2017 puis médaillé de bronze à celui de 2019. Champion d'Europe de handball 2010 et 2014 puis médaillé de bronze à celui de 2018. Vainqueur des Ligue des champions 2011 et 2015. (205 sélections en équipe de France).
- 1985 :
  - Riad Nouri, footballeur franco-algérien.
  - Richard Thompson, athlète de sprint trinidadien. Champion olympique du relais 4×100m et médaillé d'argent du 100m aux Jeux de Pékin 2008 puis médaillé d'argent du relais 4×100m aux jeux de Londres 2012.
- 1986 :
  - Keegan Bradley, golfeur américain. Vainqueur de l'USPGA 2011.
- 1987 :
  - Jean-Philippe Baile, joueur de rugby à XIII français. (10 sélections en équipe de France).
  - Miroslav Jurka, handballeur tchèque. (59 sélections en équipe nationale).
  - Steven Kruijswijk, cycliste sur route néerlandais.
- 1988 :
  - Milan Lucic, hockeyeur sur glace canadien.
  - Ekaterina Makarova, joueuse de tennis russe. Championne olympique du double aux Jeux de Rio 2016. Victorieuse de la Fed Cup 2008.
- 1989 :
  - Davide Candellaro, volleyeur italien. (50 sélections en équipe nationale).
- 1990 :
  - Thomas James Brodie, hockeyeur sur glace canadien.
  - Aurélie Muller, nageuse en eau libre française. Championne du monde de natation du 10 km en eau libre 2015 puis du 10 km et par équipes 2017. Championne d'Europe de natation du 10 km 2016.
  - Allison Schmitt, nageuse américain. Médaillée de bronze du 4 × 200 m nage libre aux Jeux de Pékin 2008, championne olympique du 200 m nage libre ainsi que des relais 4 × 200 m nage libre et 4 × 100 m quatre nages, médaillée d'argent du 400 m nage libre et médaillée de bronze du relais 4 × 100 m nage libre aux Jeux de Londres 2012 puis championne olympique du relais 4 × 200 m et médaillée d'argent du relais 4 × 100 m nage libre aux Jeux de Rio 2016. Championne du monde de natation du relais 4 × 200 m nage libre 2011.
  - Michael Stone, hockeyeur sur glace canadien.
- 1991 :
  - Cenk Tosun, footballeur turco-allemand. (38 sélections avec l'équipe de Turquie).
- 1992 :
  - Jordan Clarkson, basketteur américano-philippin.
- 1993 :
  - Danuel House, basketteur américain.
- 1996 :
  - Jarrell Brantley, basketteur américain.
- 1997 :
  - Timm Herzbruch, hockeyeur sur gazon et en salle allemand. Médaillé de bronze aux Jeux de Rio 2016. Champion d'Europe de hockey en salle messieurs 2016. (62 sélections avec l'Équipe de hockey sur gazon).
- 1998 :
  - Filip Gustavsson, hockeyeur sur glace suédois.
- 1999 :
  - Sacha Alessandrini, athlète de sprint et de haies française.
  - Jordan Jegat, cycliste sur route français.
- 2000 :
  - Paul Joly, footballeur français.
  - Ayumu Seko, footballeur japonais.

### XXIesiècle
- 2002 :
  - Akinkunmi Amoo, footballeur nigérian.
  - Zico Buurmeester, footballeur néerlandais.
  - Frederik Christensen, footballeur danois.
  - Jakub Myszor, footballeur polonais.
  - Tomáš Suslov, footballeur slovaque.
- 2008 :
  - Amara Diouf, footballeur sénégalais. (1 sélection en équipe nationale).

## Décès

### XXesièclede1901à1950
- 1937 :
  - Alphonse Decuyper, 60 ans, joueur de water-polo français. Médaillé de bronze aux Jeux de Paris 1900. (° 3 avril 1877).
- 1938 :
  - Victor Dupré, 54 ans, cycliste sur piste français. Champion du monde de cyclisme sur piste 1909. (° 11 mars 1884).
- 1947 :
  - Meredith Colket, 68 ans, athlète de saut américain. Médaillé d'argent de la perche aux Jeux de Paris 1900. (° 19 novembre 1878).

### XXesièclede1951à2000
- 1953 :
  - Pierre Boncompagni, 40 ans, pilote de course automobile de rallyes français. (° 19 mai 1913).
- 1968 :
  - Gholamreza Takhti, 37 ans, lutteur de libre iranien. Médaillé d'argent des -79 kg aux Jeux d'Helsinki 1952 puis champion olympique des -87 kg aux Jeux de Melbourne 1956 et ensuite médaillé d'argent des -87 kg aux Jeux de Rome 1960. Champion du monde de lutte libre 1959 et 1961. (° 27 août 1930).
- 1974 :
  - Jules Nempon, 84 ans, cycliste sur route français. (° 2 mars 1890).
- 1989 :
  - Chico Landi, 81 ans, pilote de course automobile brésilien. (° 14 juillet 1907).
- 1993 :
  - Dražen Petrović, 28 ans, basketteur yougoslave puis croate. Médaillé de bronze aux Jeux de Los Angeles 1984 et médaillé d'argent aux Jeux de Séoul 1988. Champion du monde de basket-ball 1990 et champion d'Europe de basket-ball 1989 avec l'équipe de Yougoslavie. Médaillé d'argent aux Jeux de Barcelone 1992 avec l'équipe de Croatie. Vainqueur de l'Euroligue 1985 et 1986, et de la Coupe Saporta 1989. (° 22 octobre 1964).

### XXIesiècle
- 2008 :
  - Horst Skoff, 39 ans, joueur de tennis autrichien. (° 22 août 1968).
- 2011 :
  - Genaro Hernández, 45 ans, boxeur américain. Champion du monde de boxe poids super-plumes de 1991 à 1995 et de 1997 à 1998. (° 10 mai 1966).
  - José Pagán, 76 ans, joueur de baseball portoricain. (° 5 mai 1935).
- 2014 :
  - Fernandão, 36 ans, footballeur puis entraîneur brésilien. Vainqueur de la Copa Libertadores 2006. (1 sélection en équipe nationale). (° 18 mars 1978).